# Sémelay
Semelay redirige ici.
Sémelay, — parfois nommée localement Semelay — est une commune française située dans le département de la Nièvre, en région Bourgogne-Franche-Comté.

## Géographie

### Localisation

Carte du Morvan.

Sémelay se situe dans le sud-ouest du Morvan, au sud-est du département de la Nièvre, entre les communes de Saint-Honoré-les-Bains (à 8 km) et Luzy (à 14 km). Le village se situe presque dans une petite vallée et il est entouré de collines boisées. Le bourg est situé à 294 mètres d'altitude. Le territoire communal est très accidenté et possède quelques vignobles.
Sémelay est aussi située sur les rives de l'Alène, et est composée des bois de Vauvray, de Berluchet et de Sémelay.
Le territoire de la commune est limitrophe de ceux de sept communes :
| Vandenesse | Saint-Honoré-les-Bains | Villapourçon |
| Rémilly    | Sémelay                | Chiddes      |
| Lanty      | Avrée                  |              |

### Climat
Pour des articles plus généraux, voir Climat de la Bourgogne-Franche-Comté et Climat de la Nièvre.
En 2010, le climat de la commune est de type climat océanique dégradé des plaines du Centre et du Nord, selon une étude du Centre national de la recherche scientifique s'appuyant sur une série de données couvrant la période 1971-2000. En 2020, Météo-France publie une typologie des climats de la France métropolitaine dans laquelle la commune est exposée à un climat océanique altéré et est dans la région climatique Centre et contreforts nord du Massif Central, caractérisée par un air sec en été et un bon ensoleillement.
Pour la période 1971-2000, la température annuelle moyenne est de 10,7 °C, avec une amplitude thermique annuelle de 16,2 °C. Le cumul annuel moyen de précipitations est de 980 mm, avec 12,8 jours de précipitations en janvier et 7,8 jours en juillet. Pour la période 1991-2020, la température moyenne annuelle observée sur la station météorologique de Météo-France la plus proche, « Avrée », sur la commune d'Avrée à 4 km à vol d'oiseau, est de 11,7 °C et le cumul annuel moyen de précipitations est de 884,8 mm. 
La température maximale relevée sur cette station est de 40,5 °C, atteinte le 24 juillet 2019 ; la température minimale est de −13,9 °C, atteinte le 7 février 2012,,.
Les paramètres climatiques de la commune ont été estimés pour le milieu du siècle (2041-2070) selon différents scénarios d'émission de gaz à effet de serre à partir des nouvelles projections climatiques de référence DRIAS-2020. Ils sont consultables sur un site dédié publié par Météo-France en novembre 2022.

### Voies de communication et transports
- Par la route : sur la route départementale 158 depuis Saint-Honoré-les-Bains, sur la route départementale 289 depuis Avrée.
- Par le train : ligne TER Nevers-Chagny.

## Urbanisme

### Typologie
Au 1er janvier 2024, Sémelay est catégorisée commune rurale à habitat très dispersé, selon la nouvelle grille communale de densité à sept niveaux définie par l'Insee en 2022.
Elle est située hors unité urbaine et hors attraction des villes,.

### Occupation des sols
L'occupation des sols de la commune, telle qu'elle ressort de la base de données européenne d’occupation biophysique des sols Corine Land Cover (CLC), est marquée par l'importance des territoires agricoles (68,5 % en 2018), en augmentation par rapport à 1990 (66,6 %). La répartition détaillée en 2018 est la suivante : prairies (57,6 %), forêts (30,7 %), zones agricoles hétérogènes (10,9 %), zones urbanisées (0,8 %). L'évolution de l’occupation des sols de la commune et de ses infrastructures peut être observée sur les différentes représentations cartographiques du territoire : la carte de Cassini (XVIIIe siècle), la carte d'état-major (1820-1866) et les cartes ou photos aériennes de l'IGN pour la période actuelle (1950 à aujourd'hui).

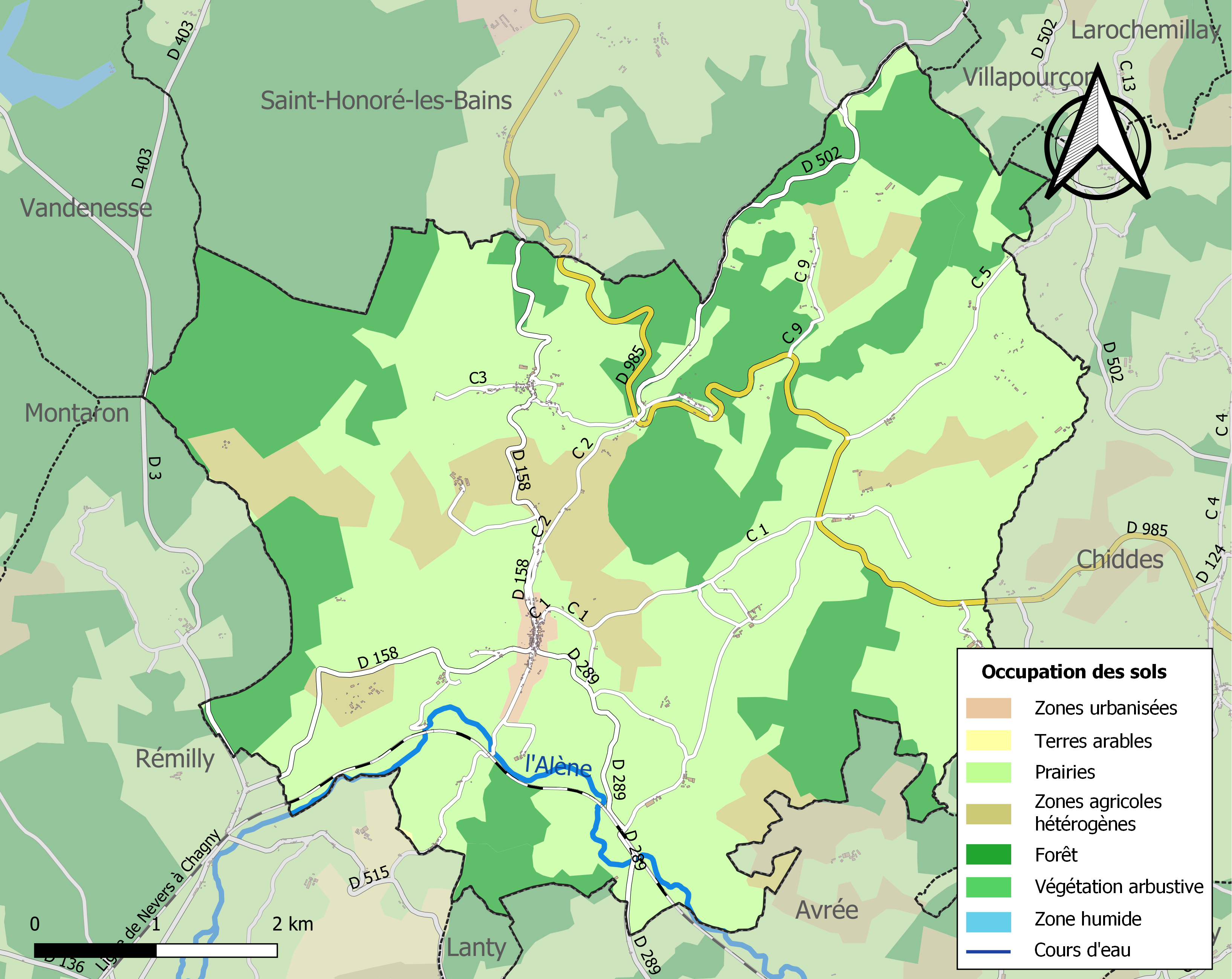
Carte des infrastructures et de l'occupation des sols de la commune en 2018 (CLC).

## Toponymie
Le nom de Sémelay proviendrait de Simuliacum ou Semelayum, peut-être le nom d'une famille gallo-romaine vivant là. Simullai était une place forte du système défensif des Romains dans le pays éduen. Une autre théorie voudrait que le nom provienne de Sémélé, mère de Bacchus, le dieu du vin chez les Romains, qui aurait eu un temple en ce lieu. Une fouille opérée en 1830, qui permit la découverte d'une enceinte carrée, de restes de mosaïque et de nombreux squelettes à peu de distance de l'église donne quelque crédit à cette hypothèse.

## Histoire

### Antiquité et Moyen Âge
La butte du Pont Jallery aurait été occupée par l'homme dès la Préhistoire (civilisation de La Tène). Des traces de gravures au burin représentant des signes géométriques ainsi que des figures zoomorphiques se trouvent à 300 mètres au nord-est du  hameau des Renauds.
Plusieurs traces d'habitat gallo-romain ont été trouvées à Sémelay, aux Lassas, à Millery, à Vauvray, au bourg, etc. Le castrum gallo-romain de Montécot permettait de surveiller les passages dans la vallée de l'Alène et fut remplacé au Moyen Âge par une motte féodale où s'éleva un donjon de 30 m sur 20 m qui fut détruit sur ordre de Richelieu. La seigneurie de Montécot disposait du « droit de toute justice » (c'est-à-dire de haute justice, de moyenne justice et de basse justice). On voit encore les ruines du château. La tour en ruines fut utilisée comme sommet de triangulation lors de l'élaboration de la carte de Cassini au XVIIIe siècle. Une autre motte féodale, dénommée Place Froide, existe en face, sur l'autre versant de la vallée de l'Alène. Les terres de Sémelay étaient alors inféodées aux comtes de Nevers, la paroisse dépendait du diocèse d'Autun et de l'archiprêtré de Luzy. Montécot était une étape sur le chemin de Saint-Jacques de Compostelle.
Le manoir du Plessy (« Plessis ») disposait lui aussi du « droit de toute justice » ; il possédait deux tours et un donjon. Ces deux seigneuries relevaient en fief du duché de Nevers et en arrière-fief du comté de Larochemillay.
Sémelay en 1368 aurait été le théâtre d'une victoire des Bourguignons, sous le règne du duc de Bourgogne Philippe le Hardi, face aux bandes gasconnes au service du roi de France Charles V qui sévissaient dans la région.

« Le jeudy XXIIIe du mois de novembre ensuyvant, aucuns chevaliers et escuiers [écuyers] de la duchié de Bourgoingne [Bourgogne], jusques au nombre de L [50] combatants ou environ, se combatirent à gens de compaigne, qui eztoient partiz de la forteresse de Lez en Beaujeulaiz [en fait Lay en Forez] et avoient chevauchié par la duchié de Bourgoingne, les suyrent jusques à une ville appelée Semelay, et là se combatirent à eulx et les desconfirent. Et furent des diz de compaigne mors jusques au nombre de XI ou XII et environ XL pris, et les autres s'en fouyrent. »

### Un site clunisien
En 1076, l'église de Sémelay est décrite « ecclesiam in villa quae dicitur Simullai » dans une bulle du pape Grégoire VII. Mais le prieuré bénédictin, fondé au XIe siècle par la puissante maison de Châtillon-en-Bazois, semble avoir décliné très vite : en 1263, il est réduit à un prieur assisté d'un moine et il fusionne vers 1275 avec le prieuré de Saint-André à Luzy.
Entre le XVIe siècle et la Révolution française, l'église est partagée en deux : l'abbé de Cluny, prieur, perçoit les dîmes et se réserve l'usage du chœur, du transept et du clocher ; les paroissiens ont droit à la nef et aux bas-côtés. En 1701, le cardinal de Bouillon est prieur de Sémelay, Luzy et Saint-Avrée.

### Époque moderne
En 1667 à Sémelay on déclare : « Il y a 400 communiants qui ne veulent pas mettre hors de l'église leurs arches et leurs coffres, usants de menaces ».

### Révolution française
André Thuillier a décrit Sémelay pendant la Révolution française entre 1793 et 1795 dans Économie et société nivernaises au début du XIXe siècle. C'est une description d'un village du Morvan sous la Convention, grâce au registre des délibérations de la commune de Sémelay de 1793 à 1795, village très isolé, où l'on respecte strictement les ordres de l'administration, sans révolte, mais sans passion, où les mêmes hommes entourés de l'estime générale restent en place et où, au fond, rien ne change.

### LeXIXesiècle

#### Les réquisitions et l'occupation wurtembergeoise en 1815
Le colonel du Martray, d'après les notes laissées par son grand-père qui vivait au château du Martray en Sémelay en 1815 a décrit cette occupation et ces réquisitions : en juillet 1815, à la suite de la défaite de Napoléon Ier qui met fin à la période des Cent-Jours, Sémelay est occupé à deux reprises par des troupes wurtembergeoises (lesquelles occupaient principalement, avec les troupes autrichiennes, Luzy) qui logent chez l'habitant (par exemple lors de la deuxième occupation 1 officier et 60 hommes à partir du 28 août et jusqu'au 2 octobre 1815). En 35 jours d'occupation, le détachement wurtembergeois avait exigé 2 616 livres de pain, 1328 livres de viande, etc.
Les habitants doivent aussi obéir aux réquisitions des troupes d'occupation : le maire de Sémelay dut faire envoyer des vivres à Luzy pour approvisionner les troupes autrichiennes et wurtembergeoises, en particulier de nombreuses tourtes de pain, de la paille, du vin rouge, des bœufs, du foin, de l'avoine, etc. L'acheminement était difficile car la route de Luzy à Sémelay était à l'époque une mauvaise piste de 13 km praticable seulement par les chars à bœufs. La valeur des denrées fournies fut estimée en tout à 1861 francs, somme énorme pour l'époque (le budget communal annuel de la commune était alors de 400 francs).

#### Sémelay et laPetite Église
Des « anticoncordataires » (refusant le concordat de 1801), membres de la Petite Église, surnommés « Blancs » en Bourgogne, se réunirent régulièrement à Sémelay pendant une bonne partie du XIXe siècle.

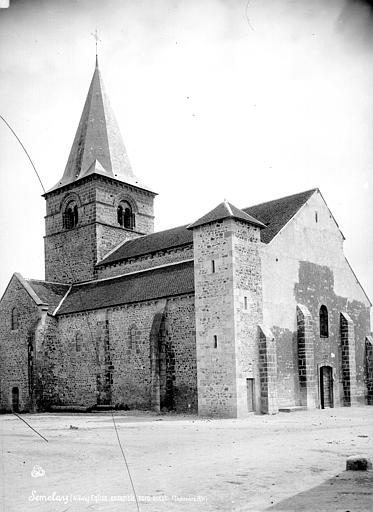
L'église de Semelay en 1891 (photographie de Médéric Mieusement).

### LeXXesiècle

#### L'expulsion des sœurs et la révocation du maire (1903)
En 1903, le comte de Chargères, maire, et son adjoint, Doussot, sont suspendus puis révoqués par le gouvernement pour s'être opposés à l'expulsion des congrégations religieuses, ce qui avait entraîné des troubles à Sémelay où les paroissiens avaient, maire en tête, défendu les Sœurs de la Providence de Portieux qui avaient un établissement dans la commune pratiquant l'instruction primaire et les soins aux malades.

« Près d'un millier de personnes ont conduit, sous une pluie diluvienne, jusqu'à la gare de Rémilly, en les acclamant, trois pauvres religieuses expulsées de Semelay. La gare avait été occupée par quatre brigades de gendarmerie, auxquelles s'était joint le sous-préfet de Château-Chinon. 
À la vue de tous les gendarmes et du sous-préfet en tenue, les protestations prirent une autre forme : « Elles ne partiront pas ! Nous les remmenons ! » cria la foule. Et ce fut fait : les religieuses furent hissées de force en voitures et reconduites en triomphe à Semelay. 
Les Sœurs sont parties la semaine suivante. »

En juillet 1903 est installée la première ligne téléphonique reliant Sémelay à Fours et Saint-Honoré-les-Bains.

#### Les guerres duXXesiècle
Le monument aux morts de Sémelay porte les noms de 65 habitants de la commune morts pour la France pendant la Première Guerre mondiale.

## Politique et administration
| Période                                  | Période                     | Identité                        | Étiquette | Qualité                                                       |
| ---------------------------------------- | --------------------------- | ------------------------------- | --------- | ------------------------------------------------------------- |
| Les données manquantes sont à compléter. |                             |                                 |           |                                                               |
| avant 1815                               | après 1815                  | Marie-Claude Bonneau du Martray |           | Maire lors de l'occupation wurtembergeoise Conseiller général |
| avant 1889                               | 1903                        | Comte Henri de Chargères        |           | Révoqué par le gouvernement en 1903                           |
| juillet 1903                             |                             | Louis Garruchet                 |           |                                                               |
| avant 1981                               | ?                           | Pierre Colas                    | PS        |                                                               |
| mars 2001                                | En cours (au 30 avril 2014) | Guy Laffaye                     |           | Agriculteur retraité                                          |

## Population et société

### Démographie
Le hameau des Montarons avait 115 habitants, celui du Bois-de-Mary 82 habitants et celui des Durands 72 habitants vers 1890.

L'évolution du nombre d'habitants est connue à travers les recensements de la population effectués dans la commune depuis 1793. Pour les communes de moins de 10 000 habitants, une enquête de recensement portant sur toute la population est réalisée tous les cinq ans, les populations de référence des années intermédiaires étant quant à elles estimées par interpolation ou extrapolation. Pour la commune, le premier recensement exhaustif entrant dans le cadre du nouveau dispositif a été réalisé en 2004.

En 2022, la commune comptait 223 habitants, en évolution de −7,08 % par rapport à 2016 (Nièvre : −3,28 %, France hors Mayotte : +2,11 %).
| 1793 | 1800 | 1806 | 1821 | 1831  | 1836  | 1841  | 1846  | 1851  |
| ---- | ---- | ---- | ---- | ----- | ----- | ----- | ----- | ----- |
| 997  | 701  | 710  | 745  | 1 082 | 1 149 | 1 250 | 1 262 | 1 283 |

| 1856  | 1861  | 1866  | 1872  | 1876  | 1881  | 1886  | 1891  | 1896  |
| ----- | ----- | ----- | ----- | ----- | ----- | ----- | ----- | ----- |
| 1 272 | 1 224 | 1 164 | 1 193 | 1 278 | 1 347 | 1 366 | 1 425 | 1 502 |

| 1901  | 1906  | 1911  | 1921  | 1926 | 1931 | 1936 | 1946 | 1954 |
| ----- | ----- | ----- | ----- | ---- | ---- | ---- | ---- | ---- |
| 1 429 | 1 327 | 1 292 | 1 093 | 922  | 839  | 762  | 774  | 614  |

| 1962 | 1968 | 1975 | 1982 | 1990 | 1999 | 2004 | 2006 | 2009 |
| ---- | ---- | ---- | ---- | ---- | ---- | ---- | ---- | ---- |
| 523  | 520  | 431  | 367  | 317  | 279  | 268  | 263  | 262  |

| 2014 | 2019 | 2022 | - | - | - | - | - | - |
| ---- | ---- | ---- | - | - | - | - | - | - |
| 242  | 221  | 223  | - | - | - | - | - | - |

Sémelay est désormais presque quatre fois moins peuplée qu'en 1793 et presque six fois moins peuplée qu'en 1896. Si la commune a dans l'ensemble gagné des habitants tout au long du XIXe siècle, doublant sa population entre 1800 et 1896, date du maximum démographique, le déclin a été spectaculaire et quasi continu tout au long du XXe siècle, la commune perdant 1 240 habitants entre 1896 et 2008 (-82,6 % en 112 ans) et le déclin, toutefois ralenti, se poursuit dans la première décennie du XXIe siècle. Ce déclin est dû à un exode rural très important qui a persisté, le solde migratoire restant négatif jusqu'en 1999 mais toutefois devenu légèrement positif entre 1999 et 2008 (+0,6 % l'an). Cette émigration, de jeunes adultes essentiellement, a entraîné un vieillissement de la population (33,2 % de 65 ans et plus pour seulement 18 % de 0 à 19 ans en 2007) et un solde naturel négatif (-1,3 % l'an entre 1999 et 2008).
Les résidences secondaires (103 en 2008) sont presque aussi nombreuses que les résidences principales (138 en 2008) et trois maisons seulement ont été construites entre 1990 et 2004, ce qui illustre aussi le vieillissement du parc immobilier.

## Culture locale et patrimoine

### Lieux et monuments
- Château de La Bussière, première mention en 1146, Pierre et Guy de la Bussière assiste à l'assemblée de Vézelay et partent en 1147 pour la terre sainte. Hommage rendu au comtes en 1347 par Guillaume, fils de feu Jean de la Buxière, damoiseau, pour la maison de la Buxière. 1406, hommage de Philibert de la Buxière. 1416, hommage de Pierre de la Buxière, écuyer, pour sa Maison. 1445, Pierre, chevalier, donne dénombrement de la seigneurie de la Buxière. 1471, Guillaume en est seigneur. Puis Jacques en 1476. Après la mort de Charles le Téméraire, la maison-forte passe à la branche cadette les Marry qui par alliance la porte aux Paris dont Imbert, l'un des 100 gentilhomme du roi. L'inventaire des terres de la seigneurie est fait peu de temps avant la Révolution pour sa mise vente au profit de Gilberte Dubosc de Neuilly mariée aux Charleuf qui prendront le nom de « Charleuf de la Bussière » en recevant le titre de comte romain par le pape Pie VII en 1817. Remanié au XVe siècle et XVIIIe siècle.
- Château du Plessis, érigé sur une ruine médiévale en 1863.
- Château du Martray refait à plusieurs reprises entre le XVIe siècle et le XIXe siècle. Il est depuis le XVIe siècle la propriété de la famille Bonneau du Martray[41].
- L'église Saint-Pierre de Sémelay, anciennement prieuré Saint-Pierre-et-Saint-Paul, relevant de l'abbaye de Cluny[22], devenu église paroissiale, date du XIIe siècle. La façade romane de l'église ainsi que la première travée de la nef et des bas-côtés disparurent lors d'un éboulement en 1781 ; la reconstruction de 1782 laissa donc l'église plus petite qu'antérieurement, même si une petite tour latérale fut rajoutée côté nord dans le courant du XIXe siècle. L'église est classée monument historique depuis 1889[42].

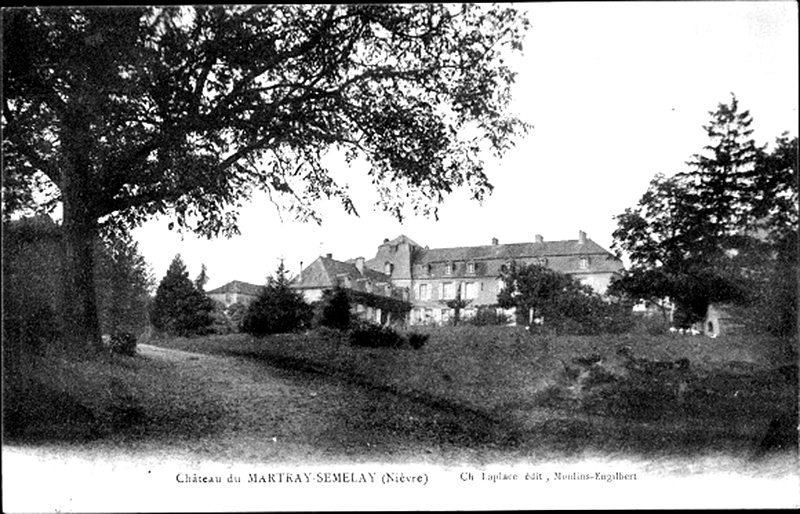
Château du Martray.
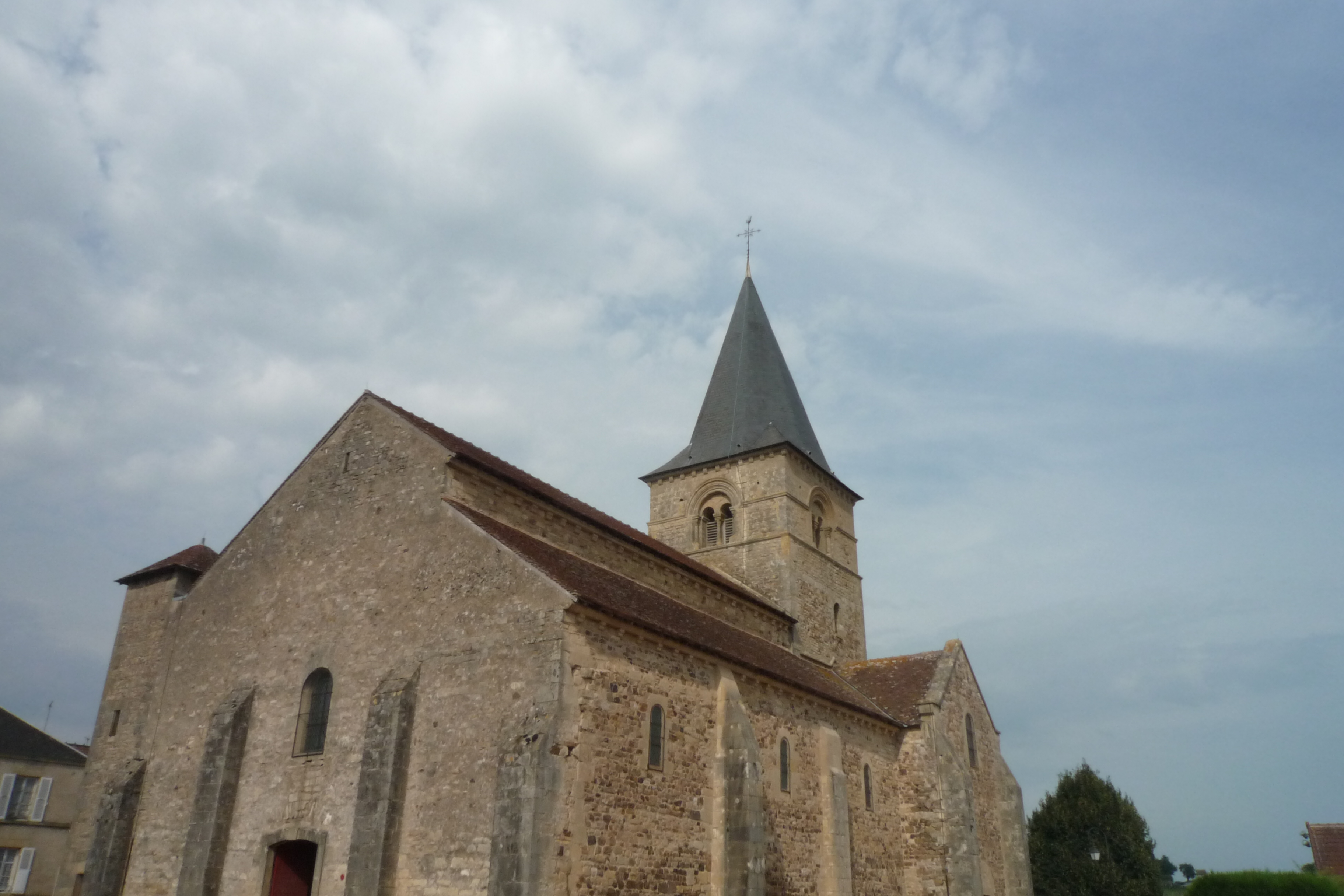
Vue extérieure partielle de l'église Saint-Pierre de Sémelay.
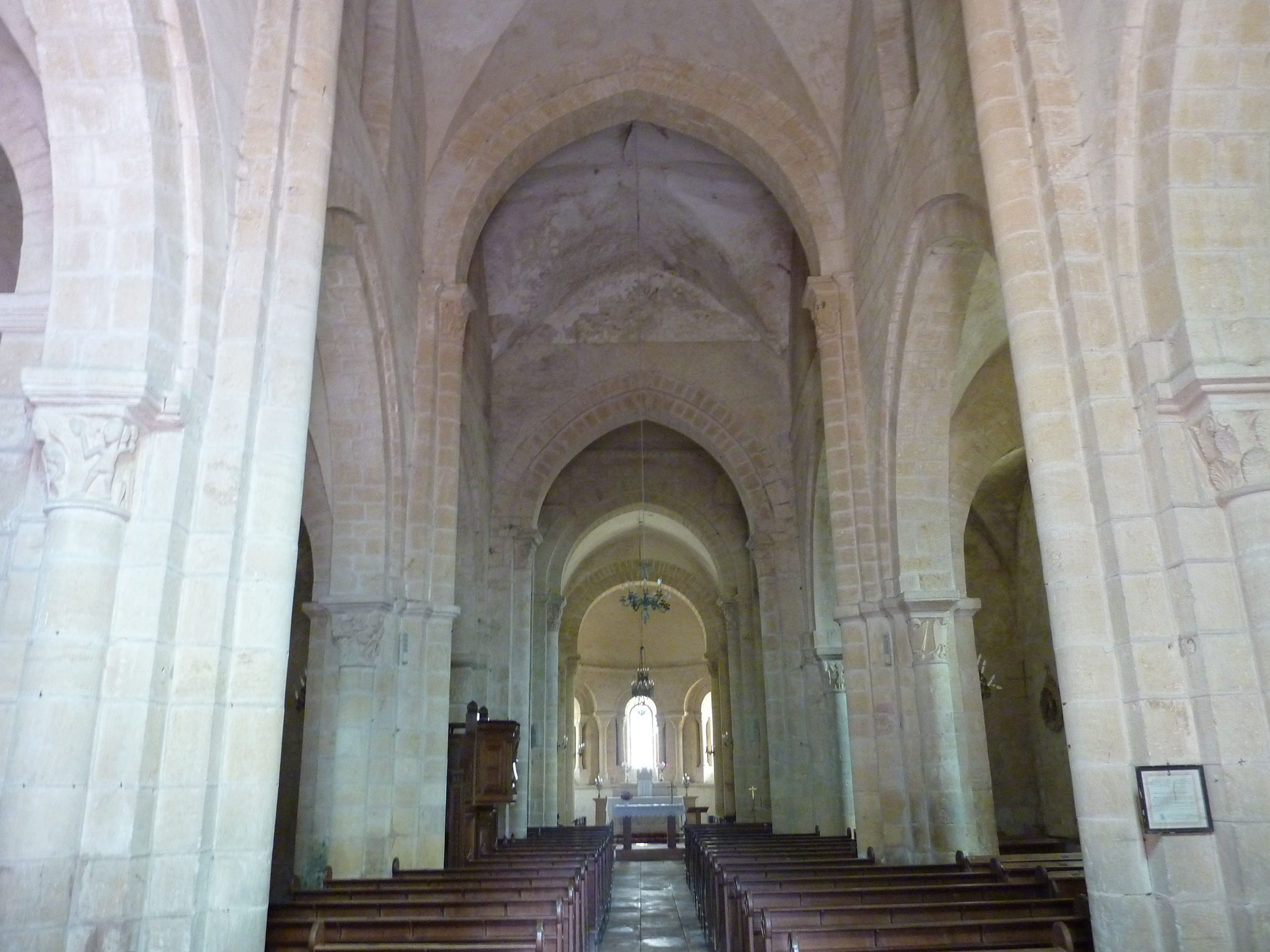
L'église Saint-Pierre de Sémelay : vue intérieure d'ensemble.
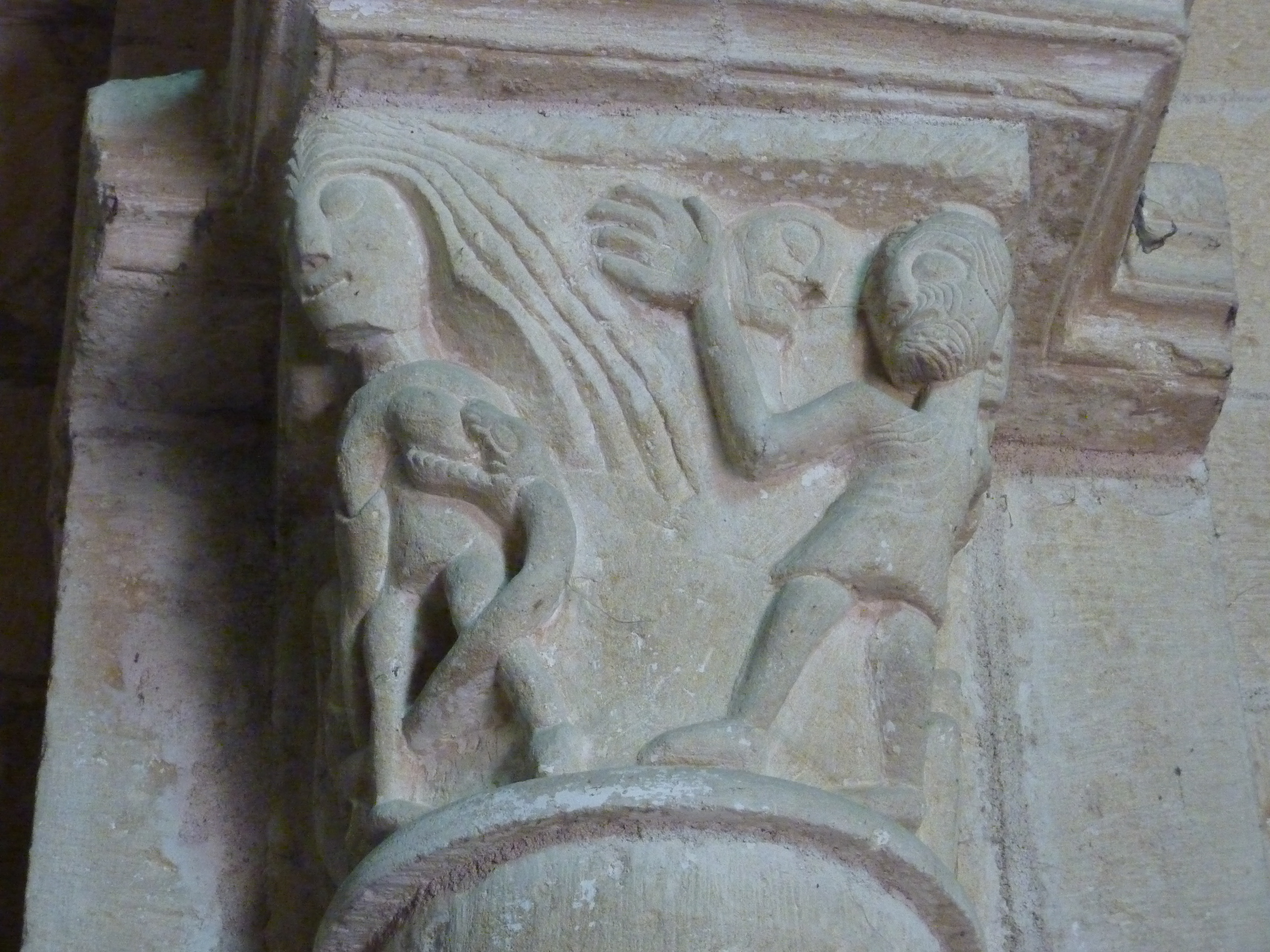
Un des chapiteaux de l'église Saint-Pierre de Sémelay.
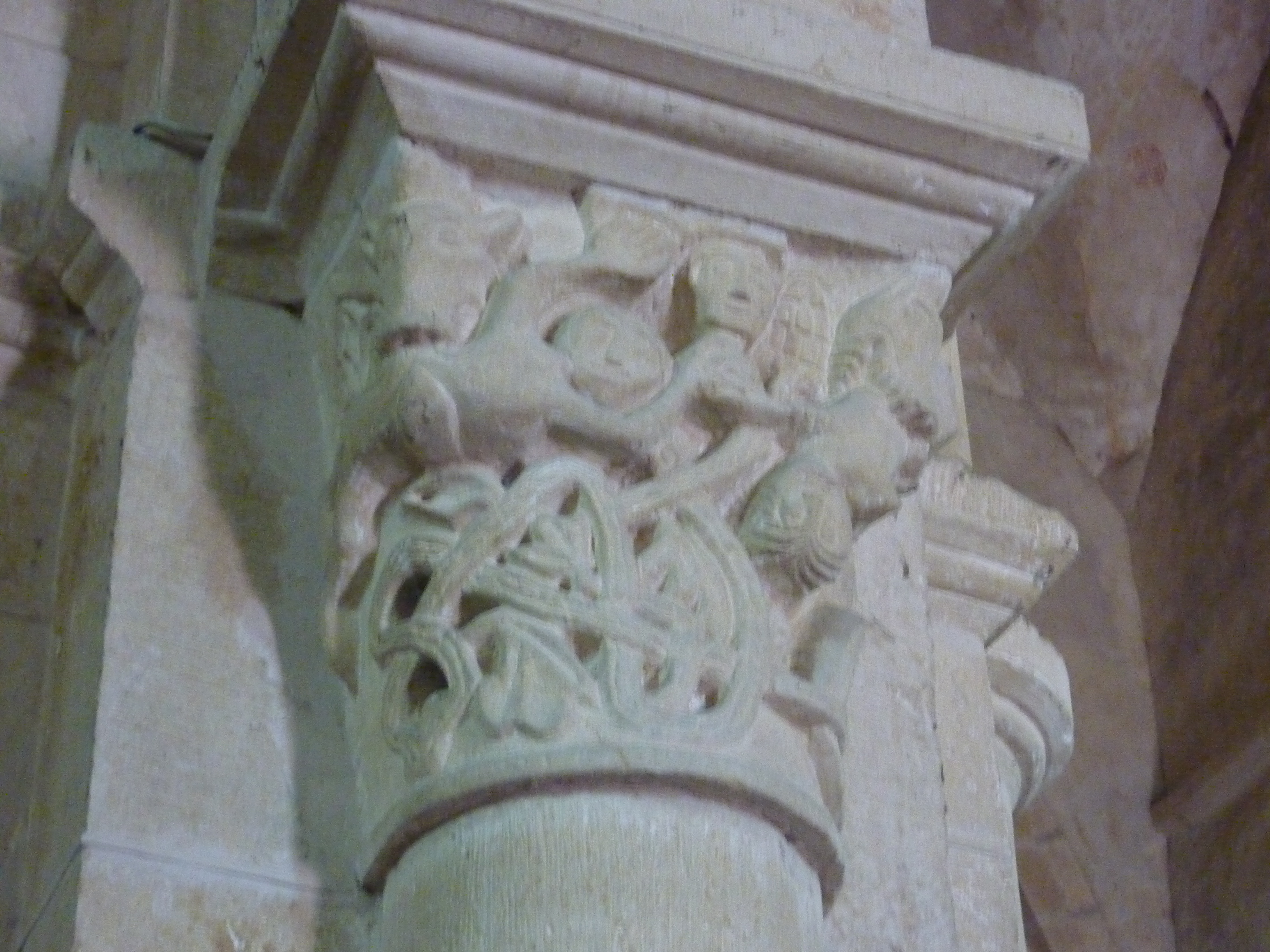
Un autre chapiteau de l'église Saint-Pierre de Sémelay.

L'église est intéressante surtout par ses 40 chapiteaux alliant visages intrigants et symboles végétaux, ses 40 bases de piliers ornementées de décors tous différents et ses 4 pilastres aux moulures variées. Certaines des scènes représentées sont considérées comme « osées », surprenantes dans une église, comme une scène de sodomie, une autre scène représentant des porcs dévorant des victimes. Ouverte tous les jours

### Patrimoine culturel
- Le château de Bussières, édifié sur un site gallo-romain, comporte un grand corps de logis quadrangulaire, avec un toit à quatre fortes pentes. Il possède une tour pentagonale et un bel escalier à vis.
- Le moulin de Montécot sur l'Alène a cessé son activité avant 1960, mais reste un des plus beaux du Morvan.
- Le château du Plessis, qui a remplacé une maison forte du XVIe siècle date de la fin du XIXe siècle.

### Légende
- La légende de la Pierre-de-Prabis, à la Bussière : ce récit évoque l'origine imaginaire d'un ancien dolmen disparu portant ce nom[45].

### Personnalités liées à la commune
- Edmond Bonneau du Martray, né le 1er mars 1813 à Sémelay, élève de l'École polytechnique, lieutenant au corps royal d'état-major le 1er janvier 1838, capitaine en 1841, passe à l'état-major du général Bugeaud en Algérie jusqu'en 1847, puis devient commandant. Il participe en 1859 à la guerre en Italie, puis à l'expédition française au Mexique, sous-chef d'état-major à Veracruz ; il est le dernier militaire français à quitter le Mexique le 16 mars 1867, année où il devient colonel. Pendant la guerre de 1870, il participe aux combats du siège de Metz et est fait prisonnier par les Prussiens. Il devient général de brigade le 27 février 1873[46].
- Georges-Théodore Renaud (1875-1947), architecte français, est né dans la commune.
- François Pierre Gilbert Charleuf, élève de l'école militaire de Saint Cyr. lieutenant au 2e régiment de tirailleurs tonkinois, puis au 4e régiment de tirailleurs tonkinois 1901-1908, (campagne du tonkin). capitaine au 23e régiment d'infanterie coloniale, (campagne du Congo), il y lutte contre l'Allemagne depuis le Gabon de 1914 à 1916 dans la conquête du Cameroun. En été 1916, il demande son rapatriement d'urgence pour le front français. il participe à la bataille de la Somme en 1916, puis au chemin des Dames, en 1917, où il meurt au premier jour, le 16 avril, à la tête de sa compagnie.